# Gabriel Osorio Vargas
Gabriel Osorio Vargas é um cineasta chileno. Venceu o Oscar de melhor curta-metragem de animação na edição de 2016 pela realização da obra Historia de un oso, ao lado de Pato Escala Pierart.

## Filmografia
- Historia de un oso (2015)